# Evangelický kostel (Moravská Chrastová)
Evangelický kostel v Moravské Chrastové z 19. století je kostelem ve správě a užívání Farního sboru Českobratrské církve evangelické ve Vanovicích, který má v Moravské Chrastové kazatelskou stanici.
Kostel byl postaven roku 1889 německými evangelíky. Iniciátorem stavby byl ředitel místní továrny na hedvábné zboží a kurátor místní filiální evangelické obce Gottfried Staub (původem ze Švýcarska). Od roku 2016 je památkově chráněn.
Kostel je jednolodní bezvěžová neorientovaná stavba.
Bohoslužby se v kostele konají pravidelně vždy 4. neděli v měsíci od 14:30 hod.